# 로런스 레시그
로런스 레시그(Lawrence Lessig, 1961년 6월 3일 ~ )는 하버드 로스쿨의 교수이자 사회 운동가이다.
하버드 로스쿨 교수가 되기 전 시카고대학교 로스쿨과 스탠퍼드 로스쿨 교수로 있었고, 스탠퍼드 대학교 인터넷 사회 연구소를 설립했다. 정치적으로 진보적인 색채를 띠고 있다. 그러나 보수적인 것으로 알려진 리처드 포스너(Richard Posner) 판사와 안토닌 스칼리아 대법관의 보좌관(clerk)으로 있었던 적도 있다. 펜실베이니다 대학교 와튼 스쿨에서 경제학 학사와 경영학 학사, 영국 케임브리지 대학교 트리니티 칼리지에서 철학 석사와 예일 로스쿨에서 법무박사(J.D.) 학위를 취득했다. 주요 연구분야는 헌법학 및 사이버 법학이다. 저작권의 확대에 대한 비판으로도 잘 알려졌다.
저작권의 확대를 비판하면서 자유 문화(Free Culture)라는 개념을 주창하고, 프리소프트웨어 운동을 지지한다. 또한, 자유 소프트웨어 재단과 본인이 설립한 크리에이티브 커먼즈의 이사를 맡고 있기도 하다. 소프트웨어의 특허가 오픈 소스와 혁신의 위협이 된다고 주장하기도 하다.
2015년 8월 초 즈음, 2016년 미국 대선 출마를 선언하고 선거 운동 비용을 위한 크라우드 펀딩을 시작하였다. 미국 대통령 선거를 직선제로 바꾸는 것을 포함한, 시민평등법의 제정을 선거 공약으로 하였으며, 해당 목표 달성 직후, 부통령에게 대통령의 자리를 물려줄 것이라고 밝혔다. 그러나 2015년 겨울, 대선 주자 토론에 참여할 수 없게 규정이 개정되자, 대선 후보 자리에서 물러났다.

## 삶과 경력
레식은 1961년 6월 3일 사우스다코타주 래피드 시티에서 엔지니어였던 레스터 로렌스 "잭" 레식 2세(1929–2020)와 부동산 중개인인 패트리샤 "팻" 웨스트 레식(1930–2019) 사이에서 태어났습니다. 그는 두 명의 의붓형제인 로버트(2019년 사망)와 키티, 그리고 여동생 레슬리가 있습니다. 그는 펜실베이니아주 윌리엄스포트에서 자랐습니다. 1983년 펜실베이니아 대학교에서 경제학 학사와 경영학 학사 학위를 취득했습니다. 그 후 케임브리지 트리니티 칼리지에서 철학을 공부하여 1986년 석사 학위를 받았습니다. 레식은 이후 미국으로 돌아와 로스쿨에 진학했습니다. 시카고 대학교 로스쿨에서 첫해를 보낸 후 예일대 로스쿨로 편입했고, 1989년 JD 학위를 받고 졸업했습니다.
법학대학원을 졸업한 후, 레식은 1989년부터 1990년까지 미국 제7순회항소법원의 리처드 포스너 판사 밑에서 법률 서기로 일했으며, 1990년부터 1991년까지는 미국 대법원의 안토닌 스칼리아 판사 밑에서 일했습니다.
레식은 시카고 대학교 로스쿨에서 학업을 시작하여 1991년부터 1997년까지 교수로 재직했습니다. 동유럽 헌법 연구 센터의 공동 소장으로서 새로 독립한 조지아 공화국의 헌법 초안 작성을 도왔습니다. 1997년부터 2000년까지 하버드 로스쿨에 재직하며 버크만 클라인 인터넷 및 사회 센터 소속의 버크만 법학 교수직을 1년 동안 맡았습니다. 그 후 스탠퍼드 로스쿨에 입학하여 스탠포드 인터넷 및 사회 센터를 설립했습니다.
레식은 2009년 7월 에드먼드 J. 사프라 윤리 센터의 교수 겸 소장으로 하버드로 돌아왔습니다. 2013년, 레식은 하버드 대학교의 로이 L. 퍼먼 법학 및 리더십 교수로 임명되었습니다. 그의 강의 제목은 "아론의 법칙: 디지털 시대의 법과 정의"였습니다

## 관점
레식은 특히 기술 응용 분야에서 저작권, 상표 및 무선 주파수 스펙트럼에 대한 법적 제한을 줄이는 것을 지지합니다. 2001년에는 다른 사람들이 합법적으로 구축하고 공유할 수 있는 창작물의 범위를 확장하는 비영리 단체인 크리에이티브 커먼즈(Creative Commons)를 설립했습니다. 하버드에서 가장 최근에 임명되기 전에는 스탠포드 로스쿨에서 법학 교수로 재직하며 스탠포드 인터넷 및 사회 센터와 시카고 대학교에서 설립했습니다. 그는 자유 소프트웨어 재단 및 소프트웨어 자유 법률 센터, 워싱턴 D.C. 로비 단체인 퍼블릭 지식 및 자유 언론, 전자 프론티어 재단의 전 이사회 멤버입니다. 그는 2007년에 미국 철학회에 선출되었습니다.
정치 활동가로서 레식은 제2차 헌법 협약을 통해 정부의 실질적인 개혁을 촉진하기 위해 국가 기반의 활동을 촉구했습니다. 2014년 5월, 그는 선거 자금 개혁을 통과시킬 후보를 의회에 선출하기 위해 크라우드 펀딩 정치 행동 위원회인 메이데이 PAC를 출범시켰습니다.Lessig는 또한 Rootstrikers의 공동 창립자이며, MapLight와 Represent.Us의 이사회에 속해 있습니다. 그는 민주주의 카페의 자문위원회에서 활동하고 있습니다. 그리고 햇빛 재단이 있다.
2015년 8월, 레식은 자신의 탐사 위원회가 노동절까지 100만 달러를 모금하면 출마하겠다고 약속하며 미국 대통령 후보로 출마할 가능성을 타진하고 있다고 발표했습니다. 이를 달성한 후, 2015년 9월 6일 레식은 2016년 민주당 대통령 후보 경선에 출마한다고 발표했습니다. 레식은 자신의 후보를 선거 자금 개혁과 선거 개혁 법안에 대한 국민투표라고 설명했습니다. 그는 당선되면 자신이 제안한 개혁안을 입법 우선순위로 삼아 대통령으로 임기를 채울 것이라고 말했습니다. 그는 2015년 11월에 민주당의 규칙 변경을 이유로 선거 운동을 종료했으며, 이로 인해 텔레비전 토론에 출연할 수 없게 되었습니다.

## 정치적 배경

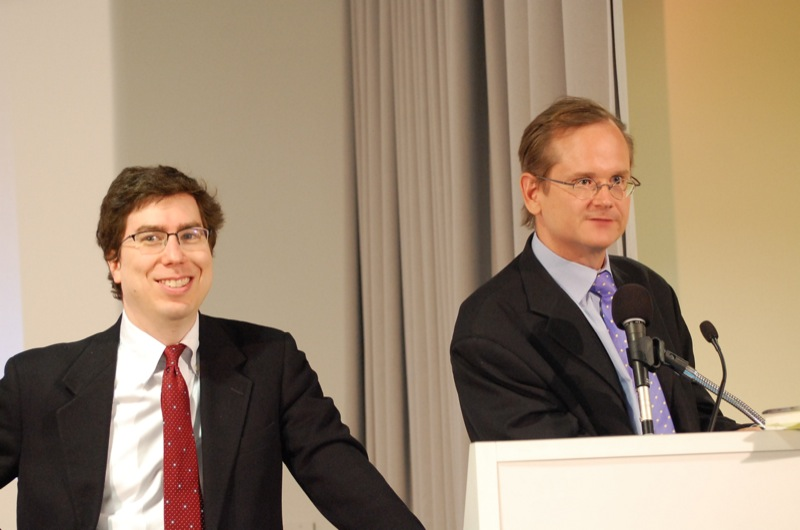
2008년 하버드 인터넷 법학 교수 조나단 지트레인과 레식

레식은 인터뷰에서 케임브리지에서 철학을 공부하면서 자신의 가치관과 진로가 근본적으로 바뀌었다고 강조했습니다. 이전에는 보수적이거나 자유주의적인 정치적 견해가 강했고, 비즈니스 경력을 원했으며, 10대 공화당원으로서 매우 활발하게 활동했으며, 1978년 YMCA 청년 및 정부 프로그램을 통해 펜실베이니아 청년 주지사를 역임했으며 공화당 정치 경력을 거의 추구했습니다.
1980년대 중반 케임브리지에서 철학을 공부한 이후, 레식은 정치적으로 자유로워졌습니다. 케임브리지에서 1년 동안 해외에 있을 예정이었던 그는 대신 철학 학사 학위를 마치고 변화하는 정치적 가치관을 발전시키기 위해 2년 더 머물도록 설득했습니다. 이 기간 동안 그는 동유럽 지역을 여행하며 동유럽 법과 정치에 평생 관심을 갖게 되었습니다.
1980년대 후반, 두 명의 영향력 있는 보수 판사인 리처드 포스너 판사와 안토닌 스칼리아 판사는 그를 법률 사무원으로 임명했습니다. 그들은 그를 이념보다는 뛰어난 인물로 여겼기 때문에 선택했고, 사실상 그를 각 직원들의 "토큰 자유주의자"로 만들었습니다. 나중에 포스너는 레식을 "그 시대의 가장 저명한 법학 교수"라고 불렀습니다.
레시그는 여전히 정부 개입에 회의적이지만, 자신을 "헌법주의자"라고 부르며 일부 규제를 지지합니다. 한 번은 레시그가 유튜브에 보낸 편지에서 공정 사용 권리에 대해 논의한 존 매케인 캠페인을 칭찬한 적이 있는데, 이 편지에서 유튜브가 저작권 주장을 과도하게 남용하여 다양한 캠페인 비디오를 삭제한 것에 대해 문제를 제기했습니다.

## 인터넷 및 컴퓨터 활동

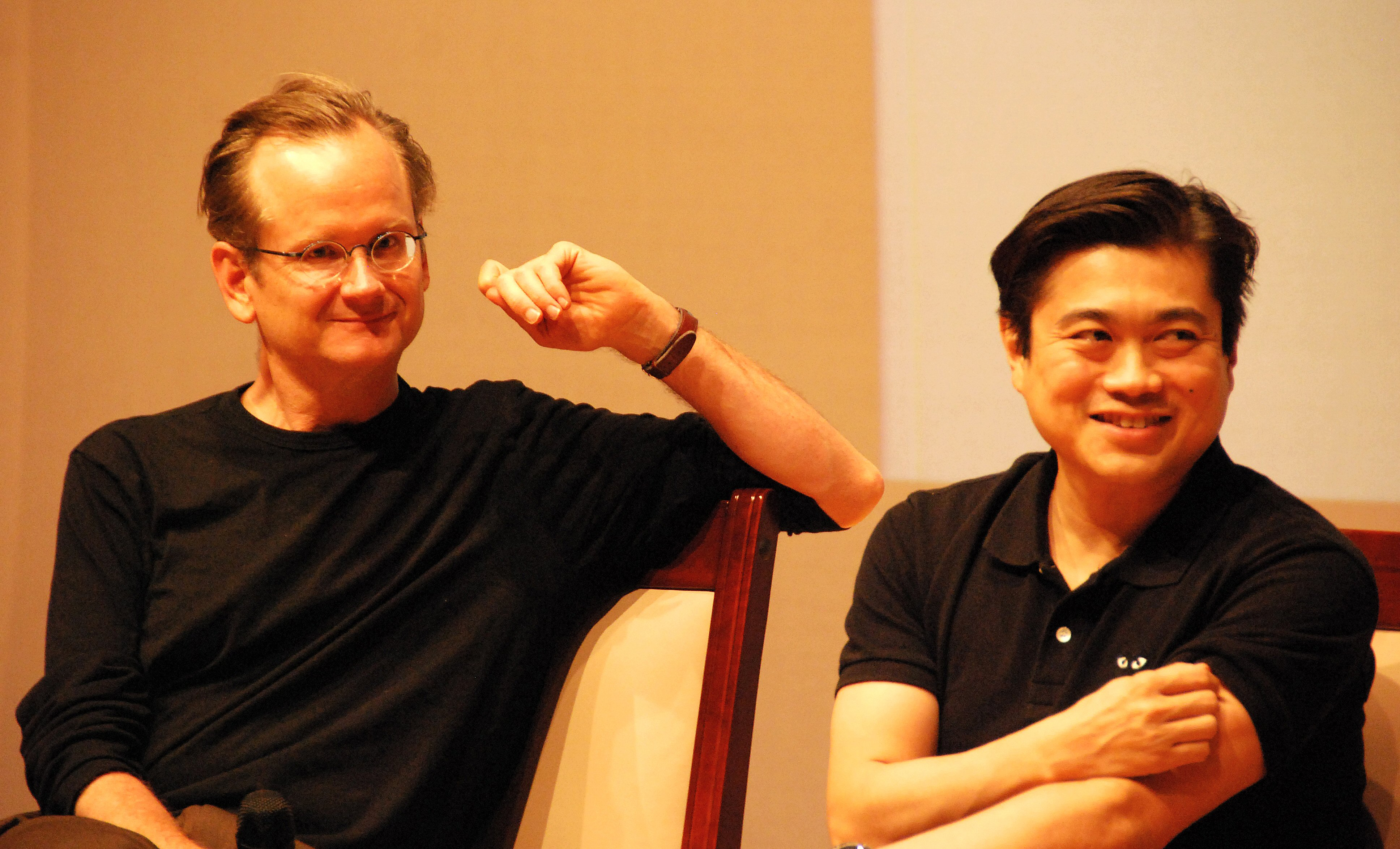
동료 크리에이티브 커먼즈 이사회 멤버인 이토 조이와 함께하는 레식

### "코드는 법입니다"
컴퓨터 과학에서 "코드"는 일반적으로 컴퓨터 프로그램(소스 코드)의 텍스트를 의미합니다. 법률에서 "코드"는 법정 법률을 구성하는 텍스트를 의미할 수 있습니다. 레식은 1999년에 출간한 저서 "코드와 사이버 공간의 다른 법칙들"에서 코드가 두 가지 의미에서 사회 통제의 도구가 될 수 있는 방법을 탐구하며, "코드는 법이다"라는 그의 격언을 이끌어냈습니다. 이후 레식은 당시의 지배적인 견해를 따라잡기 위해 자신의 작업을 업데이트하고 2006년 12월에 "코드: 버전 2.0"이라는 책을 출간했습니다.

### 리믹스 문화
레식은 2000년대 초반부터 리믹스 문화를 지지해 왔습니다.그의 2008년 저서 "리믹스"에서, 그는 이것을 해적 행위와는 구별되는 바람직한 문화적 관행으로 제시합니다. 레식은 리믹스 문화를 기술과 인터넷에 내재된 것으로 더욱 명확히 설명합니다. 따라서 리믹스 문화는 관행, 창의성, "읽기/쓰기" 문화, 그리고 하이브리드 경제의 융합체입니다.
레식에 따르면 리믹스의 문제는 엄격한 미국 저작권법과 상충될 때 발생한다고 합니다. 그는 이를 금지의 비효율성과 범죄 행위 정상화 경향 모두에서 금지의 실패에 비유했습니다. 대신 그는 표절과 싸우면서 '법치주의'를 유지하기 위한 해결책으로 크리에이티브 커먼즈 라이선스와 같은 보다 관대한 라이선스를 제안합니다.

### 자유 문화

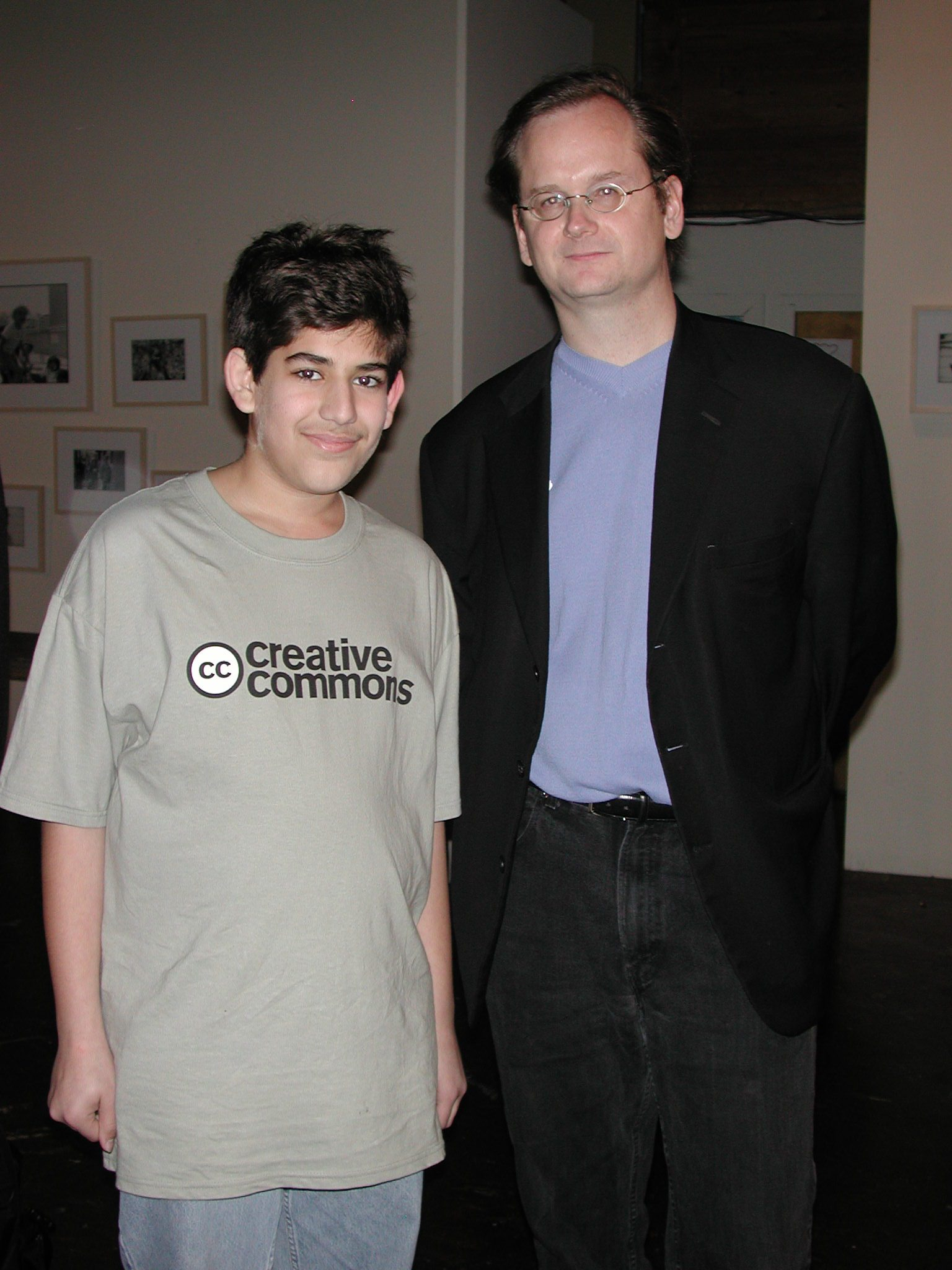
2002년 크리에이티브 커먼즈 런칭 파티에서 만난 아론 스와츠와 레식

2004년 3월 28일, 레식은 FSF 이사회에 선출되었습니다. 그는 "자유 문화"라는 개념을 제안했습니다. 그는 또한 무료 오픈 소스 소프트웨어와 오픈 스펙트럼을 지원합니다. 2002년 오라일리 오픈 소스 컨벤션에서 열린 자유 문화 기조 연설에서 그의 연설 몇 분은 소프트웨어 특허에 관한 것이었으며, 이는 자유 소프트웨어, 오픈 소스 소프트웨어, 혁신에 대한 위협이 증가하고 있다고 보고 있습니다.
2006년 3월, 레식은 디지털 유니버스 프로젝트의 자문위원회에 합류했습니다. 몇 달 후, 레식은 2006년 위키마니아 회의에서 자유 문화 운동의 윤리에 관한 강연을 했습니다. 2006년 12월, 그의 강연 '자유와 문화와 코드의 차이점'은 23C3에서 가장 중요한 주제 중 하나였습니다.
코미디 센트럴에 따르면 2009년 젊은 사람들이 불법 소스로부터 디지털 정보를 얻었기 때문에 법은 변경되어야 한다고 주장했다.
프리소울 도서 프로젝트의 서문에서 레식은 디지털 기술 세계에서 아마추어 예술가들을 지지하는 주장을 펼칩니다: "디지털 기술이 가능하게 한 다른 종류의 아마추어 창작자들이 있으며, 그 결과로 다른 종류의 창의성이 등장했습니다."
레식은 저작권 기간 연장에 대한 유명한 비평가이기도 합니다.

### 망 중립성

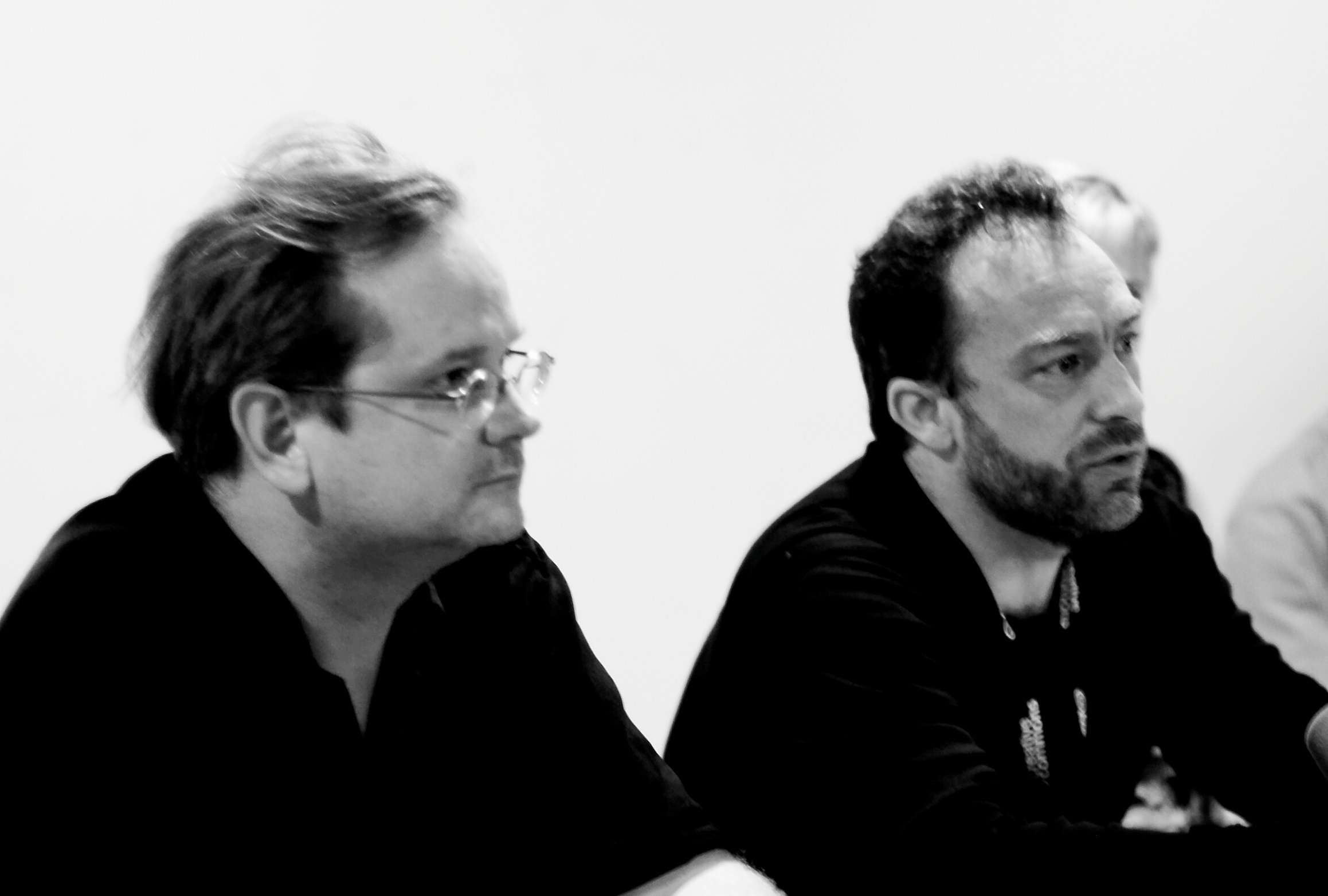
두브로브니크에서 열린 iCommons iSummit07에서 레식과 지미 웨일즈

레식은 오랫동안 망 중립성을 지지하는 것으로 알려져 왔습니다. 2006년, 그는 미국 상원에서 의회가 마이클 파월의 네 가지 인터넷 자유를 비준하고 액세스 계층화에 제한을 추가해야 한다고 믿었다고 증언했습니다. 즉, 콘텐츠 제공자에게 다른 금액을 부과해서는 안 된다고 생각했기 때문입니다. 그 이유는 중립적인 종단 간 설계 하에서 인터넷은 혁신을 위한 귀중한 플랫폼이며, 대기업이 자본이 적은 신생 기업에 피해를 줄 수 있는 더 빠른 서비스를 구매할 수 있다면 혁신의 경제적 이익이 위협받을 것이기 때문입니다. 그러나 레식은 ISP가 소비자에게 다양한 가격의 다양한 서비스 등급을 제공할 수 있도록 허용하자는 아이디어를 지지해 왔습니다. 그는 인터넷 제공자가 소비자 접근을 위해 다른 속도로 다르게 요금을 부과할 수 있도록 허용하는 것에 항상 찬성해 왔다고 CBC 뉴스에 보도되었습니다. 그는 "이제 의심할 여지없이 제 입장이 틀릴 수 있습니다. 네트워크 중립 운동의 일부 친구들과 일부 학자들은 충분히 나아가지 않는다는 것이 틀렸다고 생각합니다. 하지만 이 입장이 '최근'이라는 제안은 근거가 없습니다. 제가 틀리면 저는 항상 틀렸습니다."라고 말했습니다

### 입법 개혁
레식은 많은 포럼에서 반규제적 관점을 제시했음에도 불구하고 여전히 저작권의 입법적 집행의 필요성을 보고 있습니다. 그는 창작 전문가의 저작권 기간을 5년으로 제한할 것을 요구했지만, 많은 창작 전문가들이 독립적이기 때문에 이 5년 임기 후 최대 75년 동안 상표를 갱신하는 관료적 절차가 도입되면 창작 전문가의 작업이 더 쉽고 빠르게 이용 가능해질 것이라고 믿습니다.
레식은 1980년대 영국에서 영국 통신과 같은 법률을 통해 민영화하는 것이 인터넷 성장을 돕는 최선의 방법이 아니라는 입장을 여러 차례 취해왔습니다. 그는 "정부가 사라지면 천국이 그 자리를 대신할 것 같지 않습니다. 정부가 사라지면 다른 이익이 그 자리를 대신할 것입니다.", "제 주장은 우리가 자유의 가치에 집중해야 한다는 것입니다. 그런 가치를 고집할 정부가 없다면 누구를 위한 것일까요?", "단일 통합의 힘은 우리가 스스로 통치해야 한다는 것입니다."라고 말했습니다

### 법적 문제
1999년부터 2002년까지 레식은 소니 보노 저작권 기간 연장법에 대한 유명한 도전을 대표했습니다. 레식은 버크만 인터넷 및 사회 센터와 협력하여 엘드레드 대 애쉬크로프트 사건에서 원고를 대표하는 팀을 이끌었습니다. 이 사건의 원고는 공공 영역에서 자주 작품을 출판한 출판사 그룹과 자유 소프트웨어 재단, 미국 법률 도서관 협회, 국가 사무국, 대학 미술 협회 등 많은 아미치들과 함께했습니다.
2003년 3월, 레식은 엘드레드 저작권 확장 사건에서 대법원이 패소한 것에 대해 심각한 실망감을 인정했습니다. 그는 규제 완화에 공감했던 윌리엄 렌퀴스트 대법원장에게 지적 재산권 규제에 대한 자신의 "시장 기반" 접근 방식을 지지하도록 설득하는 데 실패했습니다.
2013년 8월, Lawrence Lessig는 Liberation Music PTY Ltd.를 상대로 소송을 제기했습니다. Liberation이 Liberation Music이 대표하는 밴드 피닉스의 "Lisztomania"라는 곡을 사용한 Lessig의 유튜브 강의 중 하나를 삭제하라는 공지를 발표한 후였습니다. 레시그는 디지털 밀레니엄 저작권법 제512조(f)항에 따라 침해 또는 자료 삭제에 대한 당사자의 책임을 묻는 손해배상을 청구했습니다.레식은 일렉트로닉 프론티어 재단과 존스 데이를 대표했습니다. 2014년 2월, 사건은 리버레이션 뮤직이 테이크다운 공지를 발행한 과정에서 잘못을 인정하고 사과문을 발표하며 비밀리에 보상금을 지급하는 합의로 끝났습니다.

### 킬스위치
2014년 10월, 로렌스 레식과 아론 스와츠, 팀 우, 에드워드 스노든이 출연한 영화 '킬스위치'가 우드스탁 영화제에서 세계 최초로 상영되어 최우수 편집상을 수상했습니다. 영화에서 레식은 인터넷의 파괴적이고 역동적인 성격을 상징하는 두 명의 젊은 핵티비스트 스와츠와 스노든의 이야기를 그립니다. 이 영화는 레식과 스와츠 사이의 정서적 유대감을 드러내며, 레식(멘토)이 레식(멘토)에게 정치 활동에 참여하도록 도전하게 한 것이 바로 스바츠(멘티)였습니다.
2015년 2월, 킬스위치는 워싱턴 D.C.의 캐피톨 방문자 센터에서 앨런 그레이슨 하원의원의 초청을 받아 상영되었습니다. 이 행사는 연방통신위원회의 망 중립성에 대한 역사적인 결정 전날에 열렸습니다. 레식, 그레이슨 하원의원, 크레이그 애런 자유언론 CEO는 망 중립성과 자유롭고 개방적인 인터넷 보호의 중요성에 대해 이야기했습니다.
그레이슨 하원의원은 킬스위치가 "인터넷과 정보 접근 자체를 통제하기 위한 전투에 대한 가장 정직한 기록 중 하나"라고 말합니다. 메트로 실리콘 밸리의 리처드 폰 부삭은 킬스위치에 대해 "아토믹 카페의 이쪽에서 발견된 영상 중 가장 진부한 용도 중 일부"라고 썼습니다. 오렌지 카운티 레지스터의 프레드 스웨글스는 "온라인 정보에 대한 자유로운 접근을 중요하게 여기는 사람은 누구나 매력적이고 빠르게 진행되는 다큐멘터리인 킬스위치에 매료되기 쉽습니다."라고 말합니다 긱와이어의 캐시 길은 "킬스위치는 단순한 기술적 역사를 읊는 것 그 이상입니다. 알리 아크바르자데 감독, 제프 혼 프로듀서, 크리스 달러 작가가 인간 중심의 이야기를 만들었습니다. 이러한 연결의 큰 부분은 레식과 스와츠와의 관계에서 비롯됩니다."

### 선거인 신탁
2016년 12월, 로렌스 레식과 로렌스 트리뷴은 EqualCitizens.US의 후원 하에 선거인단 신탁을 설립하여 미국 선거인단 538명 중 도널드 트럼프에 대한 양심 투표와 관련하여 프로보노 법률 자문과 안전한 소통 플랫폼을 제공했습니다.
레식은 영 터크스 네트워크와 함께 팟캐스트 '어나더 웨이'를 진행합니다.

### 인공지능
레식은 전직 OpenAI 직원들이 제안한 '경고할 권리'에 찬성하며, 이는 AI의 재앙적 위험에 대해 대중에게 경고할 권리를 보호하기 위한 것입니다. 레식은 또한 내부 고발자를 변호하기 위해 무료로 일하기로 동의했습니다.
2024년 8월, 레시그는 AI 연구자 요슈아 벤지오, 제프리 힌튼, 스튜어트 러셀과 함께 캘리포니아 AI 안전 법안인 SB 1047을 지지하는 편지를 공동 집필했습니다. 이 법안은 가장 강력한 모델을 훈련시키는 기업들이 출시 전에 모델에 대한 위험 평가를 수행하도록 요구하는 법안입니다. 이 서한은 이 법안이 AI로 인한 심각한 위험을 완화하기 위한 첫걸음이 될 것이며 "이 기술을 효과적으로 규제하기 위한 최소한의 조치"라고 주장했습니다. 레시그는 캘리포니아 주지사 개빈 뉴섬이 "캘리포니아를 전국 최초로 AI 규제에 앞장설" 기회를 갖게 될 것이라고 말했습니다

## 정치 자금 조달 운동

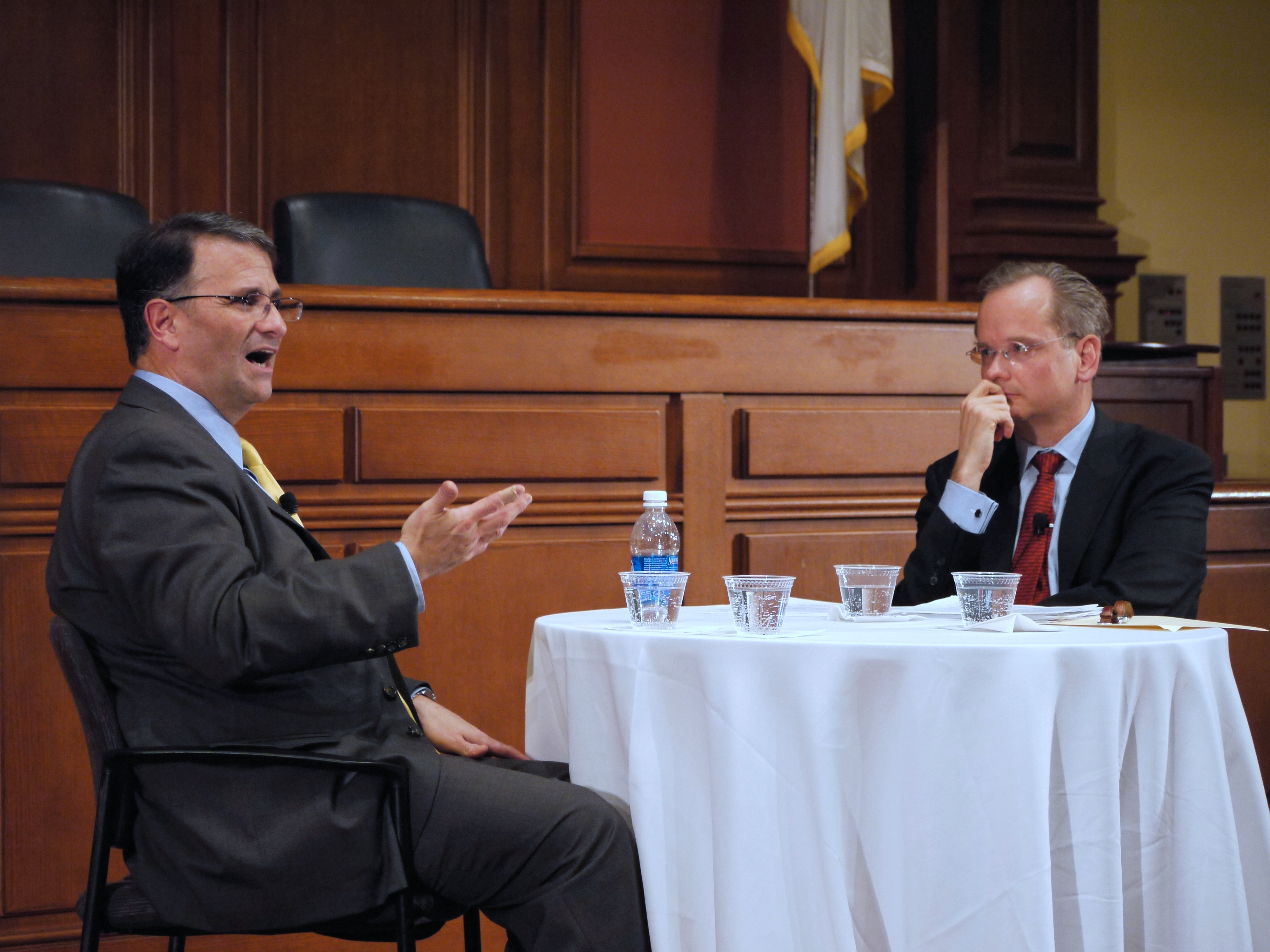
Former lobbyist Jack Abramoff having a discussion with Lessig

iCommons iSummit 07에서 레식은 정치적 부패 문제를 해결하기 위해 저작권 및 관련 문제에 집중하는 것을 중단하겠다고 발표했습니다. 이는 레식이 크리에이티브 커먼즈와의 작업을 통해 만난 젊은 인터넷 신동 아론 스와츠와의 변혁적인 대화의 결과였습니다. 이 새로운 작업은 그의 위키인 레식 위키를 통해 부분적으로 촉진되었으며, 이를 통해 대중에게 부패 사례를 문서화하도록 장려했습니다. 레식은 입법자와 직원들이 로비스트가 되기 위해 자리를 떠나 특별한 이익에 의존하게 된 후 회전문 현상을 비판했습니다.
2008년 2월, 법학 교수 존 팰프리가 결성한 페이스북 그룹은 레식에게 캘리포니아 제12선거구에서 하원의원 톰 랜토스의 사망으로 공석이 된 하원의원 선거에 출마할 것을 권유했습니다. 그 달 말, "탐험 프로젝트"를 결성한 후 그는 공석에 출마하지 않기로 결정했습니다.

### 루트스트라이커
의회 출마를 포기하기로 결정했음에도 불구하고 레식은 부패를 줄이기 위해 의회를 바꾸려는 시도에 여전히 관심이 있었습니다. 이를 위해 그는 정치 컨설턴트 조 트리피와 협력하여 "Change Congress"라는 웹 기반 프로젝트를 시작했습니다. 2008년 3월 20일 기자회견에서 레식은 체인지 의회 웹사이트가 유권자들이 대표에게 책임을 묻고 돈이 정치에 미치는 영향을 줄이는 데 사용할 수 있는 기술적 도구를 제공하는 데 도움이 되기를 바란다고 설명했습니다. 그는 돈과 정치의 연관성을 밝히는 비영리 연구 그룹인 MAPLight.org 의 이사회 멤버입니다.
체인지 의회는 나중에 Fix Congress First가 되었고, 마침내 Rootstrikers로 명명되었습니다. 2011년 11월, 레식은 루트스트라이커스가 연합 공화국 조직의 산하에 있는 딜런 래티건의 '겟 머니 아웃' 캠페인에 동참할 것이라고 발표했습니다. 이후 루트스트라이커는 아론 스와츠가 공동 설립한 단체인 디맨드 프로그레스의 후원을 받게 되었습니다.

### 제5조 협약

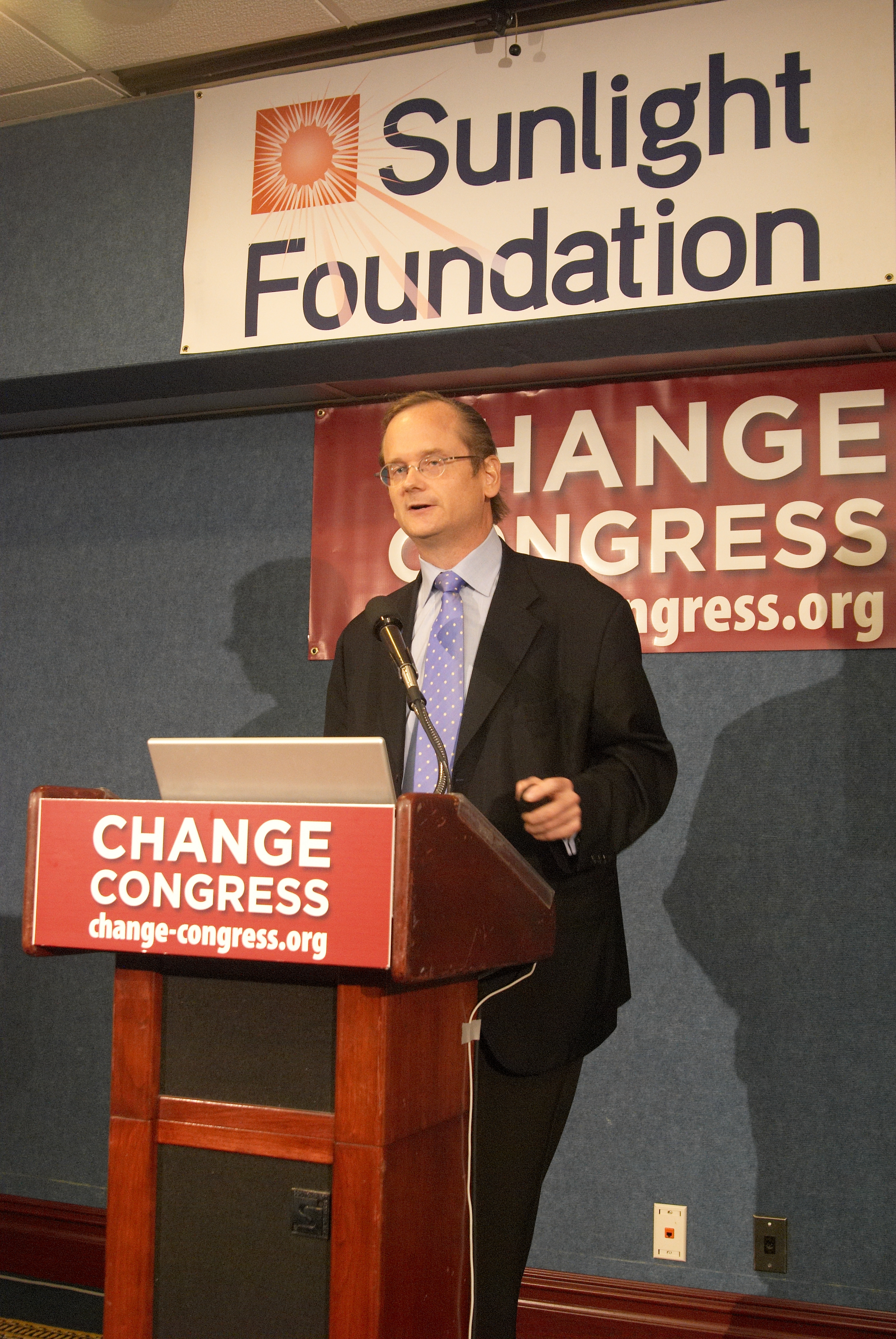
레식이 체인지 의회와 햇빛 재단 앞에서 연설하는 모습

2010년에 레식은 전국적인 제5조 대회를 조직하기 시작했습니다. 그는 조 트리피와 함께 Fix Congress First!를 공동 설립했습니다. 2011년 연설에서 레식은 오바마의 재임 성과에 실망했다고 밝히며 "배신"이라고 비판했고, 대통령이 "(힐러리) 클린턴 플레이북"을 사용했다고 비판했습니다. 레식은 주 정부가 이 문제를 해결하기 위해 제5조 협약을 소집하려는 국가 조직인 Wolf-PAC을 지원하는 등 국가 차원의 제5조 협약을 촉구할 것을 촉구했습니다. 레식이 지지하는 컨벤션은 "무작위 비례 선발 시민"으로 채워질 것이며, 그는 효과적으로 작동할 것이라고 제안했습니다. 그는 "정치는 아마추어가 프로보다 더 잘하는 드문 스포츠"라고 말했습니다 그는 2011년 9월 24일부터 25일까지 티파티 패트리어츠의 전국 코디네이터와 공동 의장을 맡은 컨퍼런스에서 이 아이디어를 홍보했습니다,레식의 2011년 10월 5일자 책, 공화국, 잃어버린: 돈이 의회를 어떻게 부패시키는지 - 그리고 그것을 막기 위한 계획에서, 그리고 워싱턴 D.C.에서 열린 점거 시위에서.댄 프룸킨 기자는 이 책이 월스트리트 점령 시위자들을 위한 선언문을 제공하며, 두 정당의 부패와 그들의 선거라는 핵심 문제에 초점을 맞추고 있다고 말했습니다. 제5조 협약이 해결책을 요구하지는 않지만, 레식은 입법부가 기업, 익명 단체, 외국인을 포함한 비시민권자의 정치적 기부를 제한할 수 있도록 하는 헌법 개정을 지지할 것입니다. 또한, 그는 1인 1표 원칙을 확립하기 위해 공공 선거 자금 조달과 선거인단 개혁을 지지합니다.

### 뉴햄프셔 반란
뉴햄프셔 반란은 정치 부패에 대한 인식을 높이기 위한 길입니다.그 행사는 2014년에 뉴햄프셔에서 185마일 행진으로 시작되었습니다. 두 번째 해에는 산책로가 뉴햄프셔의 다른 장소들로 확장되었습니다.
2014년 1월 11일부터 1월 24일까지 레식과 뉴욕 활동가 제프 커존을 비롯한 많은 사람들이 "워싱턴의 시스템적 부패"를 해결하기 위한 아이디어를 홍보하기 위해 뉴햄프셔 딕스빌 노치에서 나슈아까지 185마일 행진을 벌였습니다. 레식은 "캠페인 재정 개혁"이라는 관련 용어 대신 이 언어를 선택하며 "캠페인 재정 개혁이 필요하다고 말하는 것은 알코올 중독자를 액체 섭취 문제가 있는 사람으로 지칭하는 것과 같다"고 말했습니다. 이 여정은 뉴햄프셔 출신 도리스 "할머니 D" 해독의 업적을 이어가고, 고인이 된 활동가 애런 스와츠를 기리기 위한 것이었습니다. 뉴햄프셔 반란은 햄프턴에서 뉴햄프셔 해안의 뉴캐슬까지 16마일을 행진했습니다. The initial location also was chosen because of its important and visible role in the quadrennial "New Hampshire primaries", the traditional first primary of the presidential election.

## 2016년 대통령 후보
레식은 2015년 9월 6일에 자신의 장기 대선 캠페인을 시작한다고 발표했습니다. 2015년 8월 11일, 레식은 2016년 선거에서 미국 민주당 대통령 후보로 지명될 가능성을 탐구하기 위해 탐색 캠페인을 시작했다고 발표했습니다. 레식은 2015년 노동절까지 100만 달러를 모금하면 후보 지명을 받겠다고 약속했습니다. 이 발표는 전국 언론 매체에서 널리 보도되었으며, 2016년 레식 캠페인의 미디어 공세에 맞춰 이루어졌습니다. 레식은 뉴욕 타임즈와 블룸버그에서 인터뷰를 진행했습니다. 캠페인 메시지와 레식의 선거 재정 개혁 입장은 소셜 미디어에 널리 유포되었습니다. 그의 캠페인은 한 가지 이슈에 초점을 맞췄습니다: 시민 평등법은 게리맨더링을 억제하고 투표 접근성을 보장하기 위해 다른 법률과 함께 재정 개혁을 추진하는 법안입니다. 이 제안에 대한 의지의 표현으로, 레식은 처음에 시민 평등법이 법으로 제정되면 사임하고 대통령직을 부통령에게 넘기기로 약속했습니다. 부통령은 남은 임기 동안 전형적인 미국 대통령으로서 다양한 문제에 대해 행동할 것입니다. 2015년 10월, 레식은 자동 사임 계획을 포기하고 대통령직을 위한 완전한 정책 플랫폼을 채택했지만, 시민 평등법의 통과를 주요 입법 목표로 유지했습니다.
레식은 아이오와에서 단 한 번의 캠페인을 중단하고, 10월 말 수 센터의 도르트 칼리지에서 열린 전국 최초의 선거구 코커스를 목표로 했습니다. 그는 2015년 11월 2일에 캠페인의 종료를 발표했습니다.

## 선거인단 개혁
2017년 레식은 여러 주에서 승자독식 선거인단 투표 할당에 도전하는 운동인 '동등 투표'를 발표했습니다. 레식은 또한 대법원 사건인 치아팔로 대 워싱턴 사건에서 선거인들의 변호사로 활동했으며, 법원은 주에서 유권자들이 자신의 주에 대한 대중 투표를 따르도록 강제할 수 있다고 결정했습니다.

## 수정헌법 제14조, 제3항
2023년, 레식은 슬레이트에 도널드 트럼프가 미국 헌법에 따라 반란에 가담했는지 여부를 결정하는 기관이 선거인단이 되어야 한다고 제안하는 사설을 썼습니다. 그는 "대학이 현직 정치인이나 주 공무원보다 대통령을 선출하는 목적으로만 이 문제를 결정하는 것이 낫다"고 설명했습니다.

## 상과 영예
2002년, 레식은 자유 소프트웨어 재단(FSF)으로부터 자유 소프트웨어 발전상을 수상했습니다.그는 또한 "온라인에서 혁신과 담론을 억압할 수 있는 저작권 해석에 반대하는 주장"을 한 공로로 사이언티픽 아메리칸 50 상을 수상했습니다. 2006년에 레식은 미국 예술 과학 아카데미에 선출되었습니다.
2011년, 레식은 "법의 가장 똑똑하고 용기 있는 혁신가, 기술자, 비전가, 리더를 기리는" 패스트케이스 50에 선정되었습니다. 레식은 2013년 스웨덴 룬드 대학교 사회과학부에서, 2014년 루뱅 가톨릭 대학교에서 명예 박사 학위를 수여받았습니다. 레식은 크리에이티브 커먼즈를 공동 설립하고 망 중립성과 자유롭고 개방적인 소프트웨어 운동을 옹호한 공로로 2014년 웹비 평생 공로상을 수상했습니다.

## 개인적 삶
2005년 5월, 레식이 청소년 시절 다녔던 미국 보이초어 학교의 원장으로부터 성적 학대를 경험했다는 사실이 밝혀졌습니다. 레식은 과거에 기밀 조건으로 학교와 합의에 도달했습니다. 그는 법정에서 또 다른 학생 피해자인 존 하드윅을 대리하는 과정에서 자신의 경험을 공개했습니다. 2006년 8월, 그는 뉴저지 대법원이 법적 책임으로부터 성적 학대를 방지하지 못한 비영리 단체를 보호한 면책 범위를 근본적으로 제한하도록 설득하는 데 성공했습니다.
레식은 독일 태생의 하버드 대학교 동료인 베티나 노이펜드와 결혼했습니다. 두 사람은 1999년에 결혼했습니다. 그와 노이핀드는 세 자녀를 두고 있습니다: 윌렘, 코피, 테스입니다.

### 뉴욕 타임즈를 상대로 한 명예훼손 소송
2019년 제프리 엡스타인에 대한 범죄 수사 중, 이토 조이치 전 국장이 이끄는 MIT 미디어 랩이 엡스타인이 형사 혐의로 유죄 판결을 받은 후 비밀 기부금을 받은 사실이 밝혀졌습니다. 이토는 이 사실이 밝혀진 후 결국 MIT 미디어 랩의 소장직에서 사임했습니다. 이토에게 지지적인 발언을 한 후, 레식은 2019년 9월에 자신의 입장을 설명하기 위해 미디엄 포스트를 작성했습니다. 레식은 자신의 게시물에서 대학이 범죄 전과와 무관한 행동을 통해 부유해진 엡스타인과 같은 유죄 판결을 받은 범죄자들로부터 기부금을 받아서는 안 된다는 점을 인정했습니다. 그러나 이러한 기부금을 받으려면, 대학을 공개적으로 범죄자와 연결시키기보다는 비밀리에 기부금을 가져가는 것이 더 낫습니다. 레식의 에세이는 비판을 불러일으켰고, 약 일주일 후 뉴욕 타임즈의 넬리 보울스는 레식과 인터뷰를 통해 이러한 기부와 관련된 자신의 입장을 폭넓게 되풀이했습니다. 이 기사는 "하버드 교수가 두 배로 늘어납니다: 엡스타인의 돈을 가져가면 비밀리에 하세요"라는 헤드라인을 사용했으며, 레식은 타임즈에 한 발언을 바탕으로 이를 확인했습니다. 레식은 헤드라인이 MIT가 애초에 그러한 기부를 받아서는 안 된다는 주장을 간과한 것에 문제를 제기했으며, "유죄된 성범죄자 제프리 엡스타인에게 기부를 요청하는 것은 방어하기 어렵다. 그러나 하버드 법학 교수인 로렌스 레식은 노력해왔다"고 쓴 기사의 첫 두 줄을 비판했습니다. 이후 그는 자신의 명예를 훼손하기 위해 만들어진 헤드라인으로 클릭베이트를 작성했다고 타임즈를 비난하며, 소셜 미디어에 기사가 유포된 것이 그의 평판에 해를 끼쳤다고 밝혔습니다.
2020년 1월, 레식은 작가 보울스, 비즈니스 에디터 엘렌 폴록, 편집장 딘 바케를 포함한 타임즈를 상대로 명예훼손 소송을 제기했습니다. 타임즈는 레식의 주장에 대해 "강력하게" 방어할 것이며, 그들이 발표한 내용이 정확하다고 믿었으며, 레식의 초기 불만 사항 이후 선임 편집자들에 의해 검토되었다고 밝혔습니다.
2020년 4월, 뉴욕 타임즈는 원래 헤드라인을 다음과 같이 변경했습니다: "오염된 자금을 가져가는 윤리란 무엇인가? 제프리 엡스타인, MIT, 평판 세탁에 대한 로렌스 레식과의 대화." 레식은 이후 명예훼손 소송을 취하했다고 보도했습니다.

## 주목할 만한 사례
- Golan v. Gonzales (여러 원고를 대리하여)
- Eldred v. Ashcroft (원고 에릭 엘드레드 대표) 분실
- Kahle v. Gonzales (브루스터 칼 참조) 해고됨
- United States v. Microsoft (셔먼 법안을 다루는 아미쿠스 요약본의 특별 마스터이자 저자[117])
  - 레식은 1997년 토마스 펜필드 잭슨 판사에 의해 특별 마스터로 임명되었으며, 미국 컬럼비아 특별구 순회 항소법원에 의해 임명이 취소되었습니다;[118] 항소 법원은 레식에게 부여된 권한이 특별 마스터에 대한 연방 법률의 범위를 초과한다고 판결했습니다. 그런 다음 잭슨 판사는 레식의 아미쿠스 브리프를 요청했습니다.
  - 레식은 이 임명에 대해 이렇게 말했습니다: "잭슨 판사님께서 제가 홈즈와 에드 펠튼의 완벽한 조합이라고 판단하셨기 때문에 저를 특별 마스터로 선택하셨나요? 아니요, 저는 하버드 로스쿨 교수로 사이버 공간의 법칙을 가르쳤기 때문에 선택되었습니다. 기억하세요: '명예'도 마찬가지입니다."[119]
- MPAA v. 2600 (요차이 벤클러와 함께 2600명을 지지하는 아미쿠스 브리프를 제출했습니다.[120])
- McCutcheon v. FEC (FEC를 지지하는 아미쿠스 요약본 제출)
- Chiafalo v. Washington (치아팔로를 대표하여)[121]

## 문헌
- Code and Other Laws of Cyberspace (Basic Books, 1999) ISBN 978-0-465-03913-5
- The Future of Ideas (Vintage Books, 2001) ISBN 978-0-375-50578-2
- Free Culture (Penguin, 2004) ISBN 978-1-59420-006-9
- Code: Version 2.0 (Basic Books, 2006) ISBN 978-0-465-03914-2
- Remix: Making Art and Commerce Thrive in the Hybrid Economy (Penguin, 2008) ISBN 978-1-59420-172-1
- Republic, Lost: How Money Corrupts Congress—and a Plan to Stop It (Twelve, 2011) ISBN 978-0-446-57643-7
- One Way Forward: The Outsider's Guide to Fixing the Republic (Kindle Single/Amazon, 2012)
- Lesterland: The Corruption of Congress and How to End It (2013, CC BY-NC) ISBN 978-1-937382-34-6
- Republic, Lost: The Corruption of Equality and the Steps to End It (Twelve, rev. ed., 2015) ISBN 978-1-4555-3701-3
- America, Compromised (University of Chicago Press, 2018) ISBN 978-0-226-31653-6
- Fidelity & Constraint: How the Supreme Court Has Read the American Constitution (Oxford University Press, 2019) ISBN 9780190945664
- They Don't Represent Us: Reclaiming Our Democracy (Dey Street/William Morrow, 2019) ISBN 978-0062945716
- How to Steal a Presidential Election (Yale University Press, 2024) ISBN 978-0300270792

## 필모그래피
- RiP!: A Remix Manifesto, a 2008 documentary film
- The Internet's Own Boy: The Story of Aaron Swartz, 2014 documentary film
- Killswitch, 2015 documentary film[122][123]
- The Swamp, 2020 documentary film
- Meeting Snowden, a 2017 documentary film where Lessig goes to Moscow to meet Edward Snowden[124]
- Kim Dotcom: The Most Wanted Man Online, 2021 documentary film
- Additionally, Lessig himself was portrayed by Christopher Lloyd in season 6 of political drama The West Wing in the episode "The Wake Up Call."

## 참고
- List of law clerks of the Supreme Court of the United States (Seat 9)
- Copyleft
- Free software movement
- Free content
- FreeCulture.org
- Open educational resources
- Gratis versus libre
- Open content
- Law of the Horse
- Lobbying in the United States
- Second Constitutional Convention of the United States proposal for constitutional reform

## 인용/출처
1. ↑  나는 왜 미국 대선에 출마하는가 (한글 번역)
2. ↑  The 2016 U.S. Presidential Race: A Cheat Sheet
3. ↑  “Lester L. 'Jack' Lessig Jr. News, Sports, Jobs - Williamsport Sun-Gazette”. 《Williamsport Sun-Gazette》. 2020년 5월 10일. 2024년 8월 9일에 확인함.
4. ↑  “Wired 10.10: Lawrence Lessig's Supreme Showdown”. 《wired.com》. October 2002. 2015년 10월 25일에 원본 문서에서 보존된 문서. 2015년 8월 25일에 확인함.
5. ↑  Jones, Steve (2003). 《Lessig, Lawrence》. 《sagepub.com》. doi:10.4135/9781412950657. ISBN 9780761923824.
6. ↑  “Patricia West Lessig 'Pat'”. 2019년 7월 25일에 원본 문서에서 보존된 문서. 2020년 8월 14일에 확인함.
7. 1 2  Lawrence, Lessig. “Curriculum Vitae”. 2010년 7월 7일에 원본 문서에서 보존된 문서. 2010년 7월 25일에 확인함.
8. ↑  “Center helps Eastern European countries shape constitutions”. 2016년 3월 4일에 원본 문서에서 보존된 문서. 2016년 1월 13일에 확인함.
9. ↑  Lawrence, Lessig. “Short Biography”. 2010년 7월 22일에 원본 문서에서 보존된 문서. 2010년 7월 25일에 확인함.
10. ↑  “Lawrence Lessig named professor of law at HLS, director of Harvard's Edmond J. Safra Center for Ethics”. 《Harvard Law School》. 2008년 12월 12일. 2009년 10월 10일에 원본 문서에서 보존된 문서. 2010년 7월 25일에 확인함.
11. ↑  Lessig on "Aaron's Laws – Law and Justice in a Digital Age" 보관됨 3월 24, 2013 - 웨이백 머신. YouTube (2013-02-20). Retrieved on 2013-09-19.
12. ↑  Harvard Civil Rights-Civil Liberties Law Review – A summary of Lawrence Lessig's Chair Lecture at Harvard Law School. Harvardcrcl.org. Retrieved on 2013-09-19. 보관됨 1월 16, 2014 - 웨이백 머신
13. ↑  Lessig, Lawrence. "In Defense of Piracy 보관됨 6월 24, 2018 - 웨이백 머신". The Wall Street Journal. October 11, 2008.
14. ↑  “APS Member History”. 《search.amphilsoc.org》. 2021년 5월 17일에 확인함.
15. ↑  Alesh Houdek (2011년 11월 16일). “Has a Harvard Professor Mapped Out the Next Step for Occupy Wall Street?”. 《The Atlantic》. 2011년 11월 17일에 원본 문서에서 보존된 문서. 2011년 11월 17일에 확인함. Lawrence Lessig's call for state-based activism on behalf of a Constitutional Convention could provide the uprooted movement with a political project for winter
16. ↑  Naureen Khan, May 2, 2014, Al Jazeera, May Day PAC wants to end all Super PACs 보관됨 5월 7, 2014 - 웨이백 머신, Accessed May 7, 2014, "kick-start May Day PAC, which, if successful, will help elect enough like-minded lawmakers to Congress in 2014 and 2016 to pass campaign finance reform ... 'Yes, we want to spend big money to end the influence of big money,' Lessig said"
17. ↑  Maplight. "Board Members" 보관됨 3월 10, 2012 - 웨이백 머신 at MapLight.org
18. ↑  Penn Alum Lawrence Lessig to Speak at National Constitution Center for Democracy Café 보관됨 5월 5, 2014 - 웨이백 머신 Penn News, March 14, 2013
19. ↑  Board and Advisory Board 보관됨 10월 16, 2010 - 웨이백 머신 Sunlight Foundation, February 14, 2011
20. ↑  “Harvard professor hits M benchmark for White House bid”. 《msn.com》. 2016년 3월 4일에 원본 문서에서 보존된 문서. 2015년 9월 7일에 확인함.
21. ↑  Foran, Clare (2015년 8월 11일). “Why Exactly Is Lawrence Lessig Considering Running for President?”. 《National Journal》. 2015년 8월 13일에 원본 문서에서 보존된 문서. 2015년 8월 11일에 확인함.
22. ↑  Walker, Hayley (2015년 9월 6일). “Harvard Professor Larry Lessig Says He's Running for President”. 《ABC News》. 2015년 9월 7일에 원본 문서에서 보존된 문서. 2015년 9월 6일에 확인함.
23. ↑  Marans, Daniel (2015년 10월 17일). “Lawrence Lessig Withdraws 'Totally Stupid' Plan To Resign Presidency”. 《Huffington Post》. 2016년 1월 2일에 원본 문서에서 보존된 문서. 2015년 10월 31일에 확인함.
24. ↑  Graham, David (2015년 11월 2일). “The 2016 U.S. Presidential Race: A Cheat Sheet”. 《The Atlantic》. 2015년 12월 12일에 원본 문서에서 보존된 문서. 2015년 11월 2일에 확인함.
25. ↑  Lessig2016.us (2015년 11월 2일). 《The Democrats have changed the rules》. 2021년 11월 17일에 원본 문서에서 보존된 문서.
26. ↑  “YMCA Youth and Government Pennsylvania (PA State YMCA)”. Ymcapa.org. 2008년 10월 22일에 원본 문서에서 보존된 문서. 2011년 1월 23일에 확인함.
27. ↑  “Cuba, 2024. I traveled to Cuba for the first time… by Lessig Medium”. Medium. 2024년 4월 2일. 2024년 8월 10일에 확인함.
28. ↑  “Supreme Court Clerk Hiring: Is It Becoming More Political?”. 《Above the Law》. 2010년 9월 7일. 2016년 3월 9일에 원본 문서에서 보존된 문서. 2016년 1월 13일에 확인함.
29. ↑  Steven Levy (2002년 10월 1일). “Lawrence Lessig's Supreme Showdown”. 《WIRED》. 2015년 10월 25일에 원본 문서에서 보존된 문서. 2016년 1월 13일에 확인함.
30. ↑  Lessig, Lawrence (2008년 10월 13일). “McCain/Palin to YouTube: Get real (Lessig Blog)”. Lessig.org. 2011년 5월 21일에 원본 문서에서 보존된 문서. 2011년 1월 23일에 확인함.
31. ↑  “Remix Is a Cultural Right, Lessig Says”. law.virginia.edu. 2004년 11월 18일. 2016년 3월 6일에 원본 문서에서 보존된 문서. 2016년 2월 27일에 확인함.
32. ↑  Remix 보관됨 8월 15, 2019 - 웨이백 머신 on lessig.org
33. ↑  Remix 보관됨 4월 2, 2016 - 웨이백 머신
34. ↑  Lessig, Lawrence (2012). 〈REMIX: How Creativity is Being Strangled by the Law〉. 《The social media reader》. Mandiberg, Michael. New York: New York University Press. 155–169쪽. ISBN 9780814764077. OCLC 778455386.
35. ↑  “Leadership – Free Software Foundation”. Fsf.org. 2005년 4월 11일에 원본 문서에서 보존된 문서. 2011년 1월 23일에 확인함.
36. ↑  “free_culture”. Randomfoo.net. 2002년 12월 6일에 원본 문서에서 보존된 문서. 2011년 1월 23일에 확인함.
37. ↑  “Spectrum Policy: Property or Commons?”. Cyberlaw.stanford.edu. 2003년 3월 2일. 2011년 9월 27일에 원본 문서에서 보존된 문서. 2011년 1월 23일에 확인함.
38. ↑  “free_culture”. 《randomfoo.net》. 2002년 12월 6일에 원본 문서에서 보존된 문서. 2003년 1월 2일에 확인함. Lessig discusses software patents from time 17:38 to 20:38 of the audio recording
39. ↑  “Digital Universe Adds Leading Internet Expert Lawrence Lessig to Board of Advisors”. California: Prnewswire.com. 2006년 3월 13일. 2007년 9월 29일에 원본 문서에서 보존된 문서. 2011년 1월 23일에 확인함.
40. ↑  “commons”. 2011. google video docid=7661663613180520595. 2014년 3월 8일에 원본 문서에서 보존된 문서. 2014년 2월 7일에 확인함.
41. ↑  Lawrence Lessig (2009년 1월 8일). 《Colbert Nation》. Comedy Central.  2:16에 발생. 2009년 5월 19일에 확인함.
42. ↑  “Freesouls - Foreword by Lawrence Lessig”. 《freesouls.cc》. 2012년 8월 26일에 원본 문서에서 보존된 문서. 2012년 9월 20일에 확인함.
43. ↑  CBC NEWS. Google accused of turning its back on net neutrality. December 15, 2008.
44. ↑  Drew Clark. Software Freedom Fighters. The National Journal 33(30), July 28, 2001.
45. ↑  Elinor Mills. Domain games: Internet leaves the U.S. nest. InfoWorld Daily News. October 13, 1998.
46. ↑  “Q&A: Lawrence Lessig”. C-SPAN. 2011년 11월 21일. 2016년 4월 20일에 원본 문서에서 보존된 문서. 2013년 3월 26일에 확인함.
47. ↑  “Larry Lessig: Laws that choke creativity”. TED talks. 2007년 11월 15일. 2013년 3월 20일에 원본 문서에서 보존된 문서. 2013년 3월 26일에 확인함.
48. ↑  “TEDxNYED – Lawrence Lessig”. TEDx talks. 2010년 3월 6일. 2013년 7월 27일에 원본 문서에서 보존된 문서. 2013년 3월 26일에 확인함.
49. ↑  “Lawrence Lessig's Supreme Showdown”. 《WIRED》 (미국 영어). 2015년 10월 25일에 원본 문서에서 보존된 문서. 2018년 10월 11일에 확인함.
50. ↑  Lessig Backs Away From Copy Fights In Courts, Congress. Washington Internet Daily 4 (42). March 4, 2003.
51. ↑  “Lessig v. Liberation Music – Complaint”. 《Electronic Frontier Foundation website》. United States District Court. 2013년 8월 22일. 2014년 4월 8일에 원본 문서에서 보존된 문서. 2014년 2월 28일에 확인함.
52. ↑  Laura Sydell (2013년 9월 27일). “Record Label Picks Copyright Fight—With The Wrong Guy”. 《npr.org》. 2013년 9월 27일에 원본 문서에서 보존된 문서. 2013년 9월 28일에 확인함.
53. ↑  “17 U.S. Code § 512 – Limitations on liability relating to material online”. 《Legal Information Institute》. Cornell University Law School. 2014년 2월 25일에 원본 문서에서 보존된 문서. 2014년 2월 28일에 확인함.
54. ↑  Brandle, Lars (2014년 2월 28일). “Liberation Resolves Copyright Issue with Lawrence Lessig, Admit 'Mistakes' Were Made”. 《Billboardbiz》. Billboard.com. 2014년 3월 4일에 원본 문서에서 보존된 문서. 2014년 2월 28일에 확인함.
55. ↑  “Twórca Creative Commons wygrał sprawę o bezprawne skasowanie filmu z YouTube'a”. Techlaw.pl. 2014년 2월 28일. 2015년 1월 3일에 원본 문서에서 보존된 문서. 2014년 2월 28일에 확인함.
56. ↑  Sydell, Laura (2014년 2월 27일). “A Win For Fair use After Record Label, Copyright Lawyer Settle”. 《All Tech Considered》. NPR. 2014년 2월 28일에 원본 문서에서 보존된 문서. 2014년 2월 28일에 확인함.
57. 1 2  von Busack, Richard (2014년 2월 25일). “Breaking the Internet: Killswitch Screens at Cinequest”. 《Metro Silicon Valley》. 2019년 9월 16일에 원본 문서에서 보존된 문서. 2015년 2월 25일에 확인함.
58. 1 2  Swegles, Fred (2015년 4월 14일). “Battle for Internet Control Fuels O.C. -produced Movie”. 《Orange County Register》. 2017년 4월 4일에 원본 문서에서 보존된 문서. 2015년 4월 16일에 확인함.
59. 1 2  Grayson, Alan. “Grayson Screen Award Winning "Killswitch" Documentary”. Congressman Grayson's House of Rep Official Web Page. February 27, 2015에 원본 문서에서 보존된 문서. February 23, 2015에 확인함.
60. ↑  “The Price That You Pay for Rocking The Boat”. 《Huffington Post》. 2015년 3월 28일에 원본 문서에서 보존된 문서. 2015년 3월 27일에 확인함.
61. ↑  Gill, Kathy. “Lawrence Lessig at 'Killswitch' Seattle Premiere: Money, Politics, and the Battle for the Internet”. GeekWire. 2015년 6월 6일에 원본 문서에서 보존된 문서. 2015년 6월 5일에 확인함.
62. ↑  Cheney, Kyle (2016년 12월 5일). “Lessig, lawyers to offer support to anti-Trump electors”. 《Politico》. 2016년 12월 20일에 원본 문서에서 보존된 문서. 2017년 1월 25일에 확인함.
63. ↑  “Another Way by Lawrence Lessig - TYT.com”. 2020년 8월 8일에 원본 문서에서 보존된 문서. 2020년 7월 30일에 확인함.
64. ↑  Lessig, Lawrence (2024년 6월 6일). “Opinion: The risks of AI could be catastrophic. We should empower company workers to warn us”. 《CNN》 (영어). 2024년 8월 15일에 확인함.
65. ↑  Samuel, Sigal (2024년 6월 5일). “OpenAI insiders are demanding a "right to warn" the public”. 《Vox》 (미국 영어). 2024년 8월 15일에 확인함.
66. ↑  Pillay, Tharin; Booth, Harry (2024년 8월 7일). “Exclusive: Renowned Experts Pen Support for California's Landmark AI Safety Bill”. 《TIME》 (영어). 2024년 8월 15일에 확인함.
67. ↑  “California's AI bill is sparking fierce debate in Silicon Valley”. 《The Drum》. 2024년 8월 15일에 확인함.
68. ↑  Lessig, Lawrence (2007년 6월 19일). “Required Reading: the next 10 years (Lessig Blog)”. Lessig.org. 2011년 1월 16일에 원본 문서에서 보존된 문서. 2011년 1월 23일에 확인함.
69. ↑  “Lessig's blog July 29, 2007 11:55pm”. 2012년 10월 15일에 원본 문서에서 보존된 문서.
70. ↑  Lawrence Lessig (2010년 2월 8일). “How to Get Our Democracy Back”. CBS News, The Nation. 2013년 9월 27일에 원본 문서에서 보존된 문서. 2011년 12월 14일에 확인함.
71. ↑  “Draft Lessig – Change Congress”. Draftlessig.org. 2008년 2월 19일에 원본 문서에서 보존된 문서. 2011년 1월 23일에 확인함.
72. 1 2  Lessig, Lawrence (2008년 2월 25일). “On why I am not running (Lessig Blog)”. Lessig.org. 2011년 1월 16일에 원본 문서에서 보존된 문서. 2011년 1월 23일에 확인함.
73. ↑  Sarah Lai Stirland (2008년 3월 20일). “Stanford Law Professor Larry Lessig Bets 'Wikipedia' Approach Will Transform Congress | Threat Level from Wired.com”. Blog.wired.com. 2008년 3월 22일에 원본 문서에서 보존된 문서. 2011년 1월 23일에 확인함.
74. ↑  “Sunlight Foundation Webcast”. Visualwebcaster.com. 2010년 3월 25일에 원본 문서에서 보존된 문서. 2011년 1월 23일에 확인함.
75. ↑  Who We Are 보관됨 12월 23, 2011 - 웨이백 머신, Rootstrikers
76. ↑  About Us 보관됨 1월 11, 2012 - 웨이백 머신, Rootstrikers
77. ↑  Rootstrikers and United Republic, Lawrence Lessig, United Republic, November 16, 2011 보관됨 12월 19, 2011 - 웨이백 머신
78. ↑  About Us, United Republic 보관됨 2월 7, 2012 - 웨이백 머신
79. ↑  “Call a Convention”. Call a Convention. 2010년 2월 6일에 원본 문서에서 보존된 문서. 2011년 1월 23일에 확인함.
80. ↑  About 보관됨 8월 30, 2011 - 웨이백 머신, Fix Congress First!
81. ↑  Lawrence Lessig (2011년 11월 16일). “Republic, Lost: How Money Corrupts Congress—and a Plan to Stop It”. Google, YouTube, Huffington Post. 2013년 12월 5일에 원본 문서에서 보존된 문서. 2011년 12월 13일에 확인함. (see question & answer session near the end of the video; see 50:30+)
82. 1 2  Lawrence Lessig (2011년 11월 16일). “Republic, Lost: How Money Corrupts Congress—and a Plan to Stop It”. Google, YouTube, Huffington Post. 2013년 12월 5일에 원본 문서에서 보존된 문서. 2011년 12월 13일에 확인함. (see 32.06 minutes into the video)
83. ↑  “Democracy in small states”. 《LESSIG Blog, v2》. 2018년 12월 12일에 원본 문서에서 보존된 문서. 2016년 1월 13일에 확인함.
84. ↑  Conference on the Constitutional Convention 보관됨 10월 26, 2013 - 웨이백 머신, Harvard University, September 24–5, 2011
85. ↑  Lessig, L. (2011) Republic, Lost: How Money Corrupts Congress—and a Plan to Stop It (New York City: Hachette/Twelve) excerpt 보관됨 4월 10, 2014 - 웨이백 머신
86. ↑  Tackett, C. (October 19, 2011) "Could #OccupyWallStreet Become a Constitutional Convention?" 보관됨 10월 21, 2011 - 웨이백 머신 Discovery / TreeHugger.com
87. ↑  Froomkin, Dan (2011년 10월 5일). “Lawrence Lessig's New Book On Political Corruption Offers Protesters A Possible Manifesto”. 《Huffington Post》. 2017년 3월 20일에 원본 문서에서 보존된 문서.
88. ↑  Hill, Adriene (October 4, 2011) "Campaign finance, lobbying major roadblocks to effective government" 보관됨 7월 13, 2012 - archive.today Marketplace Morning Report (American Public Media)
89. 1 2  Lawrence Lessig, "Why We're Marching Across New Hampshire to Honor Aaron Swartz" 보관됨 3월 31, 2017 - 웨이백 머신, The Atlantic, January 10, 2014.
90. ↑  Jennifer Harper, "Restless grassroots: New Hampshire 'Rebellion' declares their state is not for sale" 보관됨 1월 20, 2015 - 웨이백 머신 (Inside the Beltway column), Washington Times, December 25, 2014.
91. ↑  John Koziol, "NH Rebellion Marching Its Way to Concord for Reform" 보관됨 1월 19, 2015 - 웨이백 머신, New Hampshire Union Leader, January 17, 2015.
92. 1 2  Flore Vasseur, "The New Hampshire Rebellion: Larry Lessig's Long Walk" 보관됨 1월 19, 2015 - 웨이백 머신, The Medium, December 15, 2014.
93. ↑  Foran, Clare (2015년 8월 11일). “Why Exactly Is Lawrence Lessig Considering Running for President?”. 《National Journal》. 2015년 8월 13일에 원본 문서에서 보존된 문서. 2015년 8월 11일에 확인함.
94. 1 2 3 4 5  Merica, Dan (2015년 8월 11일). “Harvard professor Lawrence Lessig is exploring a long shot presidential bid”. CNN.com. 2015년 8월 11일에 원본 문서에서 보존된 문서. 2015년 8월 11일에 확인함.
95. ↑  Toussaint, Kristin (August 11, 2015) "Harvard law professor wants to be president—for one day" 보관됨 3월 5, 2016 - 웨이백 머신, Boston.com. Retrieved August 11, 2015
96. ↑  Graham, David (2015년 11월 2일). “The 2016 U.S. Presidential Race: A Cheat Sheet”. 《The Atlantic》. 2015년 12월 12일에 원본 문서에서 보존된 문서. 2015년 11월 2일에 확인함.
97. ↑  Perry, Douglas (2017년 10월 3일). “Electoral-college reform would have defeated Donald Trump; now some Republicans back effort, seek action before 2020”. 《The Oregonian》. 2017년 10월 6일에 원본 문서에서 보존된 문서. 2017년 10월 5일에 확인함.
98. ↑  Lessig, Lawrence (2023년 12월 20일). “The Supreme Court must strike down Trump's ballot removal”. 《Slate》. 2023년 12월 24일에 확인함.
99. ↑  “Leadership – Free Software Foundation”. Fsf.org. 2005년 4월 11일에 원본 문서에서 보존된 문서. 2011년 1월 23일에 확인함.
100. ↑  “The Scientific American 50 Award”. 《Scientific American》. 2016년 2월 6일에 원본 문서에서 보존된 문서. 2016년 1월 13일에 확인함.
101. ↑  “Eight scholars elected to academy of arts and sciences”. News-service.stanford.edu. 2006년 4월 24일. 2006년 4월 28일에 원본 문서에서 보존된 문서. 2011년 1월 23일에 확인함.
102. ↑  “Fastcase 50”. 2016년 2월 5일에 원본 문서에서 보존된 문서. 2016년 1월 13일에 확인함.
103. ↑  “Honorary Doctor at the Faculty of Social Sciences 2013”. 2013년 12월 19일에 원본 문서에서 보존된 문서. 2013년 12월 19일에 확인함.
104. ↑  “Fête de l'université 2014 - Doctorats honoris causa”. January 30, 2014에 원본 문서에서 보존된 문서.
105. ↑  “The Webby Awards Gallery”. 2014. 2014년 5월 1일에 원본 문서에서 보존된 문서. 2014년 4월 30일에 확인함.
106. ↑  Heilemann, John (2005년 5월 21일). “Lawrence Lessig and John Hardwicke Fight Sexual Abuse and the American Boychoir School”. Newyorkmetro.com. 2009년 1월 9일에 원본 문서에서 보존된 문서. 2011년 1월 23일에 확인함.
107. ↑  Lessig, Lawrence (2005년 5월 25일). “living with ghosts (Lessig Blog)”. Lessig.org. 2011년 1월 16일에 원본 문서에서 보존된 문서. 2011년 1월 23일에 확인함.
108. ↑  “Hardwicke v. American Boychoir”. 2020년 12월 5일에 원본 문서에서 보존된 문서. 2006년 9월 9일에 확인함.
109. ↑  Timothy J. Mullaney (2000년 3월 6일). “The Paul Revere Of The Web”. Bloomberg. 2016년 2월 17일에 원본 문서에서 보존된 문서. 2017년 3월 8일에 확인함.
110. ↑  “Personal Life - Lawrence Lessig: A Biography”. Hyperink.com. September 24, 2015에 원본 문서에서 보존된 문서. August 12, 2015에 확인함.
111. ↑  Lessig, Lawrence (2019년 9월 8일). “On Joi and MIT”. 《Medium.com》. 2020년 1월 13일에 원본 문서에서 보존된 문서. 2020년 1월 13일에 확인함.
112. ↑  Neidig, Harper (2020년 1월 13일). “Harvard professor sues NYT over Epstein donations story”. 《The Hill》. 2020년 1월 13일에 원본 문서에서 보존된 문서. 2020년 1월 13일에 확인함.
113. ↑  Bowles, Nellie (2019년 9월 14일). “A Harvard Professor Doubles Down: If You Take Epstein's Money, Do It in Secret”. 《The New York Times》. 2020년 1월 13일에 원본 문서에서 보존된 문서. 2020년 1월 13일에 확인함.
114. ↑  Robertson, Adi (2020년 1월 13일). “Lawrence Lessig sues New York Times over MIT and Jeffrey Epstein interview”. 《The Verge》. 2020년 1월 13일에 원본 문서에서 보존된 문서. 2020년 1월 13일에 확인함.
115. ↑  Bowles, Nellie (2019년 9월 14일). “What Are the Ethics of Taking Tainted Funds?”. 《The New York Times》.
116. ↑  “Against Clickbait Defamation”.
117. ↑   보관됨 7월 16, 2012 - 웨이백 머신
118. ↑  “USCA-DC Opinions – Released On 1/21/2011”. Pacer.cadc.uscourts.gov. 2006년 10월 26일에 원본 문서에서 보존된 문서. 2011년 1월 23일에 확인함.
119. ↑  Lessig blog 보관됨 10월 15, 2012 - 웨이백 머신
120. ↑   보관됨 7월 16, 2012 - 웨이백 머신
121. ↑  “Chiafalo v. Washington Oral Argument, May 13, 2020, via [[C-SPAN]].”. 2020년 12월 5일에 원본 문서에서 보존된 문서. 2020년 12월 5일에 확인함.
122. ↑  Gill, Kathy. “Lawrence Lessig at 'Killswitch' Seattle Premiere: Money, Politics, and the Battle for the Internet”. GeekWire. 2015년 6월 6일에 원본 문서에서 보존된 문서. 2015년 6월 5일에 확인함.
123. ↑  Grayson, Alan. “Grayson Screens Award-Winning "KILLSWITCH" Documentary”. US House of Representatives. February 27, 2015에 원본 문서에서 보존된 문서. February 25, 2015에 확인함.
124. ↑  “Meeting Snowden (2017) - IMDb”. 《IMDb》. 2024년 11월 22일에 확인함.

## 그 밖의
- “Official website”. 《Lessig.org》. (includes Curriculum Vitae and Lessig blog 2002–2009)
- “Official blog”. 《Tumblr.com》. Lessig Blog, beyond 2009
- “Lawrence Lessig”. 《Harvard Law School Faculty Directory》.
- “Official campaign website”. 《Lessig 2016》. September 10, 2015에 원본 문서에서 보존된 문서. (Presidential Campaign site)
- (영어) 출연 - C-SPAN
- (영어) 로런스 레시그 - 인터넷 영화 데이터베이스
- (영어) 로런스 레시그 - TED
- 로런스 레시그 - Bluesky

## 저서
- 《코드:사이버 공간의 법이론》(Code and Other Laws of Cyberspace) (2000)
- The Future of Ideas (2001) ISBN 978-0-375-50578-2
- Free Culture (2004) ISBN 978-1-59420-006-9
- Code: Version 2.0 (2006) ISBN 978-0-465-03914-2
- Remix (book)|Remix: Making Art and Commerce Thrive in the Hybrid Economy (2008) ISBN 978-1-59420-172-1
- Republic, Lost: How Money Corrupts Congress—and a Plan to Stop It (2011) ISBN 978-0-446-57643-7
- One Way Forward| One Way Forward: The Outsider's Guide to Fixing the Republic (2012) ISBN 978-1-61452-023-8
- The Corruption of Congress and How to End It (2013, CC-BY-NC) ISBN 978-1-937382-34-6

## 같이 보기
- 카피레프트
- 자유 소프트웨어 운동
- 자유 저작물
- OER
- 오픈 콘텐츠